# Anomala rugipennis
Anomala rugipennis är en skalbaggsart som beskrevs av Blanchard 1851. Anomala rugipennis ingår i släktet Anomala och familjen Rutelidae. Inga underarter finns listade i Catalogue of Life.